# Sphyracephala babadjanidesi
Sphyracephala babadjanidesi är en tvåvingeart som beskrevs av Zaitzev 1919. Sphyracephala babadjanidesi ingår i släktet Sphyracephala och familjen Diopsidae. Inga underarter finns listade i Catalogue of Life.